# مؤسسه تحقیقات جنگل‌ها و مراتع کشور
مؤسسه تحقیقات جنگل‌ها و مراتع کشور یکی از نهادهای محیط‌زیستی ایران است که در سال ۱۳۴۷ با هدف شناسایی، حفاظت، احیا، بهره‌برداری و مدیریت پایدار عرصه جنگل‌ها و مراتع و بیابان‌های کشور تأسیس شد.

## سازمان‌دهی
این مؤسسه فعالیت‌هایش را در ۱۱ حوزه تحقیقاتی و بیش از ۵۰ گروه در حوزه‌های تخصصی تحقیقات جنگل، مرتع، گیاه‌شناسی، بیابان‌زدایی، صنوبر، گیاهان دارویی، علوم چوب و کاغذ، حمایت و حفاظت، ژنتیک و فیزیولوژی گیاهی، بانک ژن و مکانیزاسیون منابع طبیعی و در قالب ۲۹ مرکز تحقیقات استانی و نیز ۸۸ ایستگاه ملی و منطقه‌ای سازماندهی کرده است.